# Кобякова, Ольга Сергеевна
Ольга Сергеевна Кобякова (род. 5 октября 1974 года, Томск) — российский учёный-терапевт. Ректор Сибирского государственного медицинского университета (СибГМУ) в Томске (май 2014 — август 2020). Директор ФГБУ «ЦНИИОИЗ» Минздрава России с августа 2020 года. Профессор РАН (2022). член-корреспондент РАН (2025).

## Биография
Родилась 5 октября 1974 года в Томске в семье геологов. В 1991 году с серебряной медалью окончила томскую школу.
В 1997 году с отличием закончила обучение на лечебном факультете СибГМУ по специальности «лечебное дело». Прошла обучение в ординатуре по специальности «терапия», затем в аспирантуре и докторантуре.
С 1999 по 2002 года работала врачом-аллергологом Томской областной клинической больницы, а с 2001 по 2008 год — ассистентом кафедры госпитальной терапии с курсом поликлинической терапии, физической реабилитации и спортивной медицины СибГМУ.
В 2001 году защитила кандидатскую диссертацию. С 2003 по 2009 работала в департаменте здравоохранения Томской области. В 2005 году защитила докторскую диссертацию под руководством научного руководителя Людмилы Михайловны Огородовой.
С 2008 года возглавляла кафедру общей врачебной практики и поликлинической терапии факультета повышения квалификации и профессиональной переподготовки специалистов СибГМУ. В 2009—2010 годах возглавляла Управление фармации Томской области.
В июле 2010 года стала главой департамента здравоохранения Томской области.
В 2014 получила степень EMBA Kingston University (Лондон) по направлению «стратегический менеджмент». В 2016 году успешно сдала экзамен на уровень B по управлению проектами в сфере здравоохранения по стандарту IPMA-СОВНЕТ.
В мае 2014 года Министр здравоохранения РФ Вероника Скворцова подписала приказ о возложении обязанностей ректора СибГМУ на Ольгу Кобякову. 23 июня 2015 года по итогам голосования работников вуза Ольга Кобякова была избрана на должность ректора СибГМУ. Она стала первой женщиной-ректором в истории Томска. В августе 2020 года покинула пост ректора СибГМУ.
18 августа  2020 года назначена директором ФГБУ «Центральный научно-исследовательский институт организации и информатизации здравоохранения Минздрава России».
Избрана членом-корреспондентом Российской академии наук 29 мая 2025 года.

## Семья
Замужем, воспитывает двоих детей.

## Награды и звания
- 2010 — звание профессора кафедры общей врачебной практики
- 2012 — почётная грамота Министерства здравоохранения Российской Федерации
- 2014 — почетная грамота Томской области, юбилейная медаль «70 лет Томской области»
- 2016 — почетная грамота Россотрудничества за активную работу по продвижению российского образования в Республике Узбекистан.
- 2022 — почётное учёное звание профессора РАН (избрана по Отделению медицинских наук)[12].

Совещание федеральной рабочей группы "ИНО Томск 2020". Кобякова по центру.
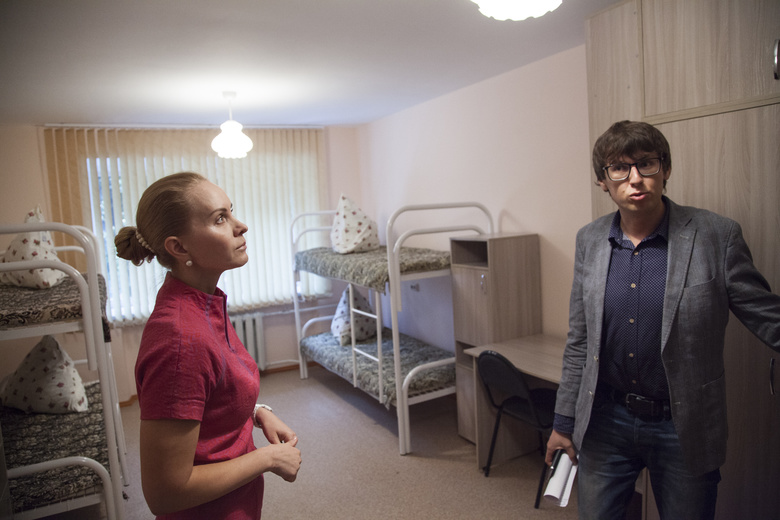
Ольга Кобякова на проверке готовности общежитий к приему студентов.
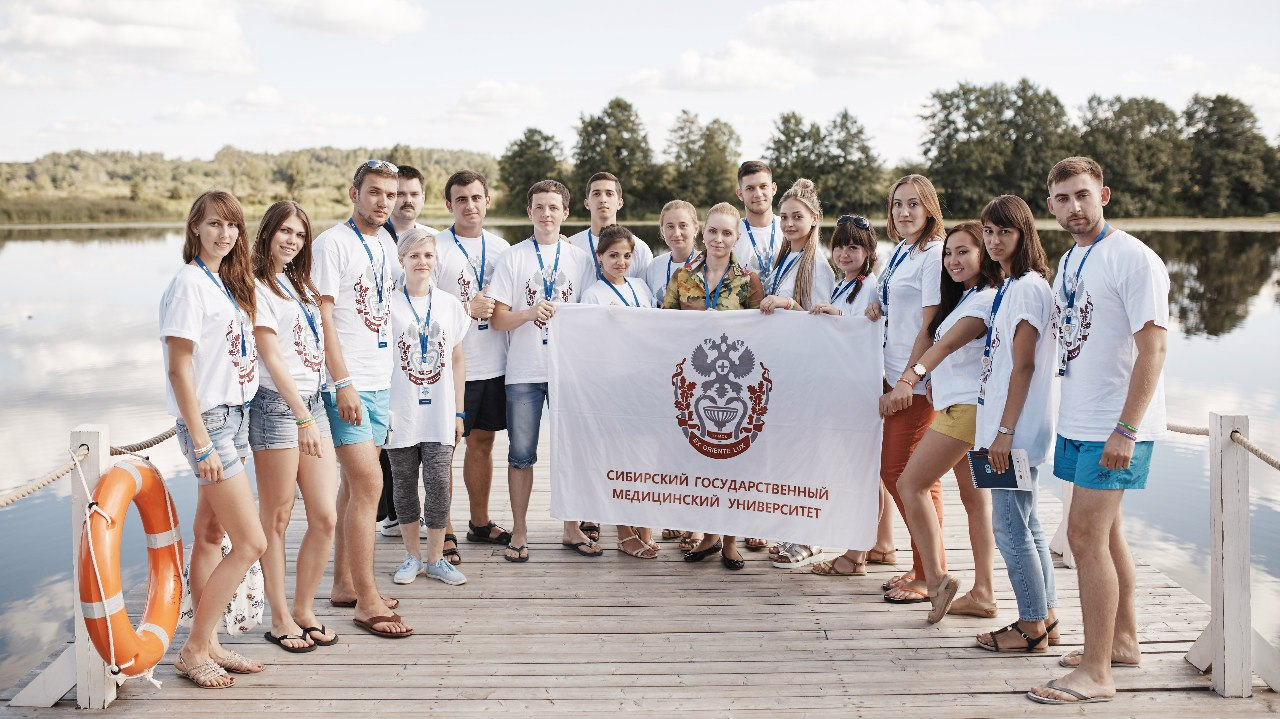
Кобякова (в центре) со студентами в Клязьме.

## Книги
- Кобякова О. Здоровье без фанатизма. 36 часов в сутках. — АСТ — 2019. — 320 с. ISBN 978-5-17-117584-9